# Établissements François Masurel Frères
 (juillet 2012).
Pour les articles homonymes, voir Masurel.
Les Établissements François Masurel Frères est une entreprise française de production textile créée en 1877, sous le nom des Établissements François Masurel et Fils, par François Masurel-Pollet et son fils François Masurel-Jonglez.

## Histoire

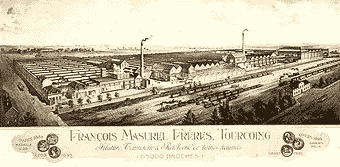
Établissements François Masurel Frères (fin du XIXe siècle.

À la fondation de la société en nom collectif, François Masurel Pollet apporte un capital de 100 000 francs pour partie en bâtiments et terrains et pour partie en espèces, son fils apportant « son temps et ses soins ».
« En 1877, il fonde avec ses fils une filature de laines qui, avec la perfection de son outillage et le nombre de ses broches (80 000), tient le premier rang parmi les industries françaises. Cette filature a permis de ramener en France la fabrication des fils d'Alsace. » (Extrait du dossier de Légion d'honneur de François Masurel Pollet) .
La filature se situe à l'ouest de Tourcoing, dans un lieu rural qui deviendra le nouveau quartier des Francs, dévolu quasi exclusivement à l'industrie, notamment grâce à l'impulsion donnée par l'implantation de la nouvelle gare des Francs, construite en 1882 et par laquelle arrivent laine et main d'œuvre belge.
En 1884, la cheminée de l'usine, est la plus haute du Nord.
Une unité de teinturerie est adjointe à la filature en 1890. 
Mais dès 1882, François Masurel Pollet laisse à ses fils la direction de l’entreprise pour se consacrer à ses autres activités. C'est à cette date qu'Edmond Masurel Baratte rejoint son frère. En 1887, le troisième frère, Eugène Masurel Wattine entre à son tour dans l'entreprise qui se développe très rapidement avec la construction en 1884 d'une grande usine dans le quartier des Francs à Tourcoing. Située à côté de la gare des Francs, l'approvisionnement en matières premières est facilité. Une bonneterie et une teinturerie viennent compléter l'usine en 1890.
Après les décès prématurés de François en 1894 et d'Eugène en 1902, Edmond reste seul à diriger la société avant que son neveu Jacques, fils de François, le rejoigne. Jacques Masurel Lepoutre, fils de François Masurel Jonglez, devient directeur des Établissements François Masurel Frères en 1911. Les usines et ateliers comptent plus de 1 000 ouvriers à la veille de la 1re guerre mondiale. 
Edmond Masurel Baratte réalise de nombreux voyages d’études aux États-Unis, en Amérique du sud, au Brésil, Japon, Angleterre, Espagne, Suisse et Italie… pour développer les exportations pour les Établissements François Masurel Frères mais aussi pour toute l’industrie française de la filature de laines. Il reçoit à ce titre la Légion d’honneur en 1928.
La Première Guerre mondiale marque un arrêt brutal dans le développement jusque là ininterrompu de la société. Puis les activités reprennent, il faudra attendre 1923 pour retrouver le niveau d’activité d’avant guerre, et se déploient dans différents domaines : production de fils fins en écrus simples ou retors, de fils teints pour draperie, de fils retors à torsion spéciale gaze destinés à la fabrication de tissu pour robes. 

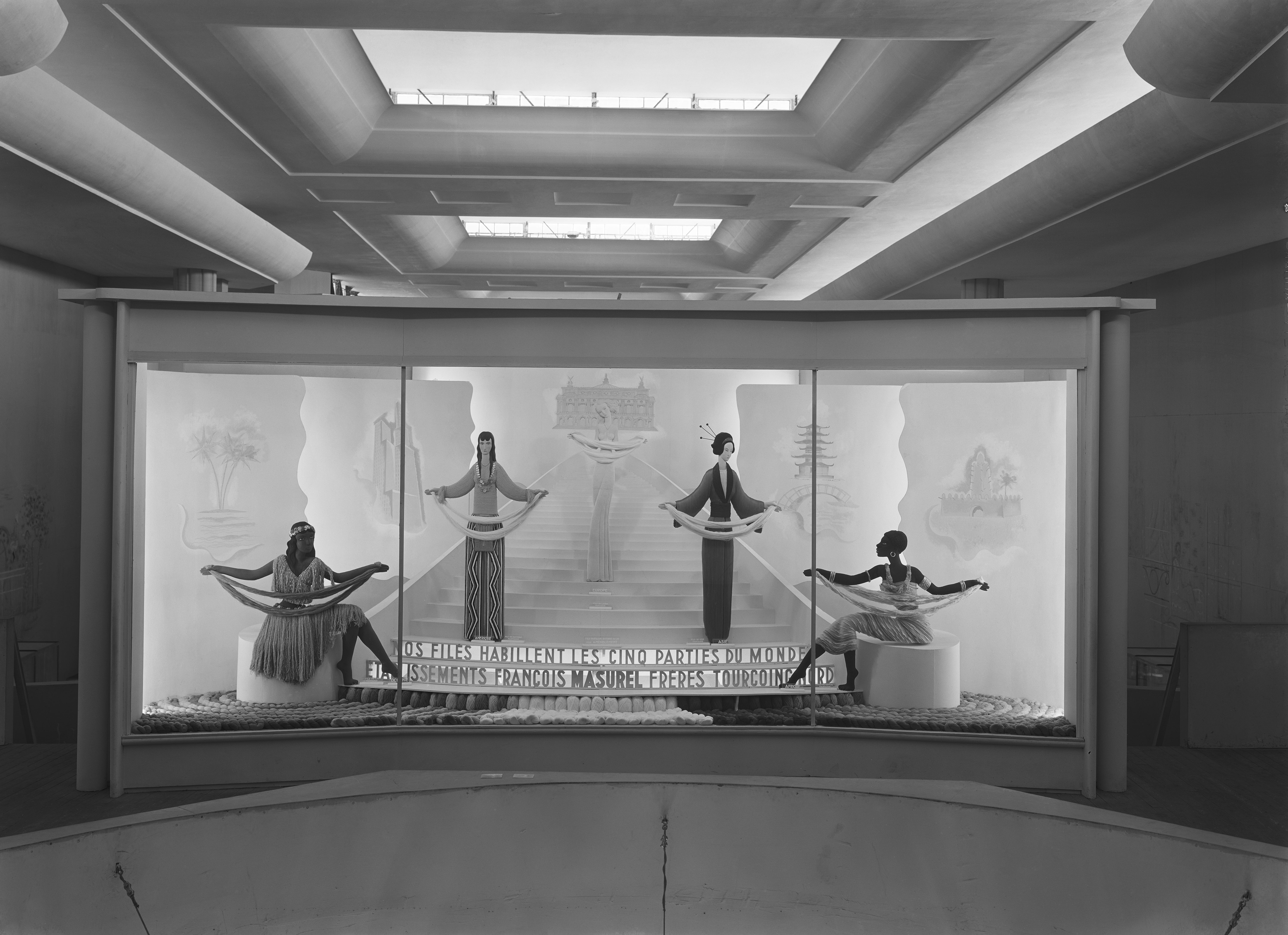
Exposition Internationale des Arts et Techniques dans la Vie Moderne en 1937.

Entre les deux guerres, la société ouvre d’autres usines : une près d’Elbeuf et une filature aux États-Unis à Wondsockett.
En 1945, un nouvel atelier de bonneterie est construit sur les plans de l'architecte Marcel Forest ainsi qu'une nouvelle chaufferie. 
Dans les années soixante, les établissements François Masurel Frères fabriquent de la laine peignée et de la laine d'angora. En 1966, ils fusionnent avec La Lainière de Roubaix puis le Groupe Prouvost, pour former Prouvost-Masurel SA ; Yves Masurel en est le directeur général jusqu'en 1978.
En 1995, la bonneterie est restructurée et agrandie par l'architecte Patrice Cau.
De nos jours, l'usine, composée de trois bâtiments en briques de trois étages, classée monument historique, dépend de la société anonyme des Usines de la Blancheporte, société de vente par correspondance.
En début d'année 2021, les bâtiments non classés monuments historiques, soit 50 000 m² sont détruits sur quatre hectares pour être mis à disposition d'une société anonyme d'HLM, Vilogia, nouveau propriétaire.